# Roitzsch (Sandersdorf-Brehna)
Roitzsch (sprich: Rohtsch) ist ein Ortsteil der Stadt Sandersdorf-Brehna im Landkreis Anhalt-Bitterfeld in Sachsen-Anhalt, Deutschland.

## Geschichte
Roitzsch ist eine der ältesten Siedlungen des Landkreises Anhalt-Bitterfeld. Bis weit ins 19. Jahrhundert hinein übertraf die Einwohnerzahl die der anderen Ortschaften. Zu erklären ist diese große Einwohnerzahl mit der riesigen Feldflur und seiner Fruchtbarkeit und der mannigfaltigen Verbreitung von Handwerk und Gewerken. Die älteste Namensform des Ortes lautet Rogacz – ein alter Sorbengau. Am 20. November 1043 unterzeichnete Heinrich III. in Ingelheim eine Urkunde, in der der bischöflichen Kirche zu Naumburg eine Besitzung mit allem Zubehör geschenkt wird.
Am Abend des 14. Oktober 1746 vernichtete ein Großbrand große Teile des Ortes.
Roitzsch gehörte bis 1815 zum kursächsischen Amt Bitterfeld. Durch die Beschlüsse des Wiener Kongresses kam er zu Preußen und wurde 1816 dem Kreis Bitterfeld im Regierungsbezirk Merseburg der Provinz Sachsen zugeteilt, zu dem er bis 1944 gehörte.
Roitzsch war bis zur Eingemeindung in die Stadt Sandersdorf-Brehna am 1. Juli 2009 eine selbständige Gemeinde.

## Religion

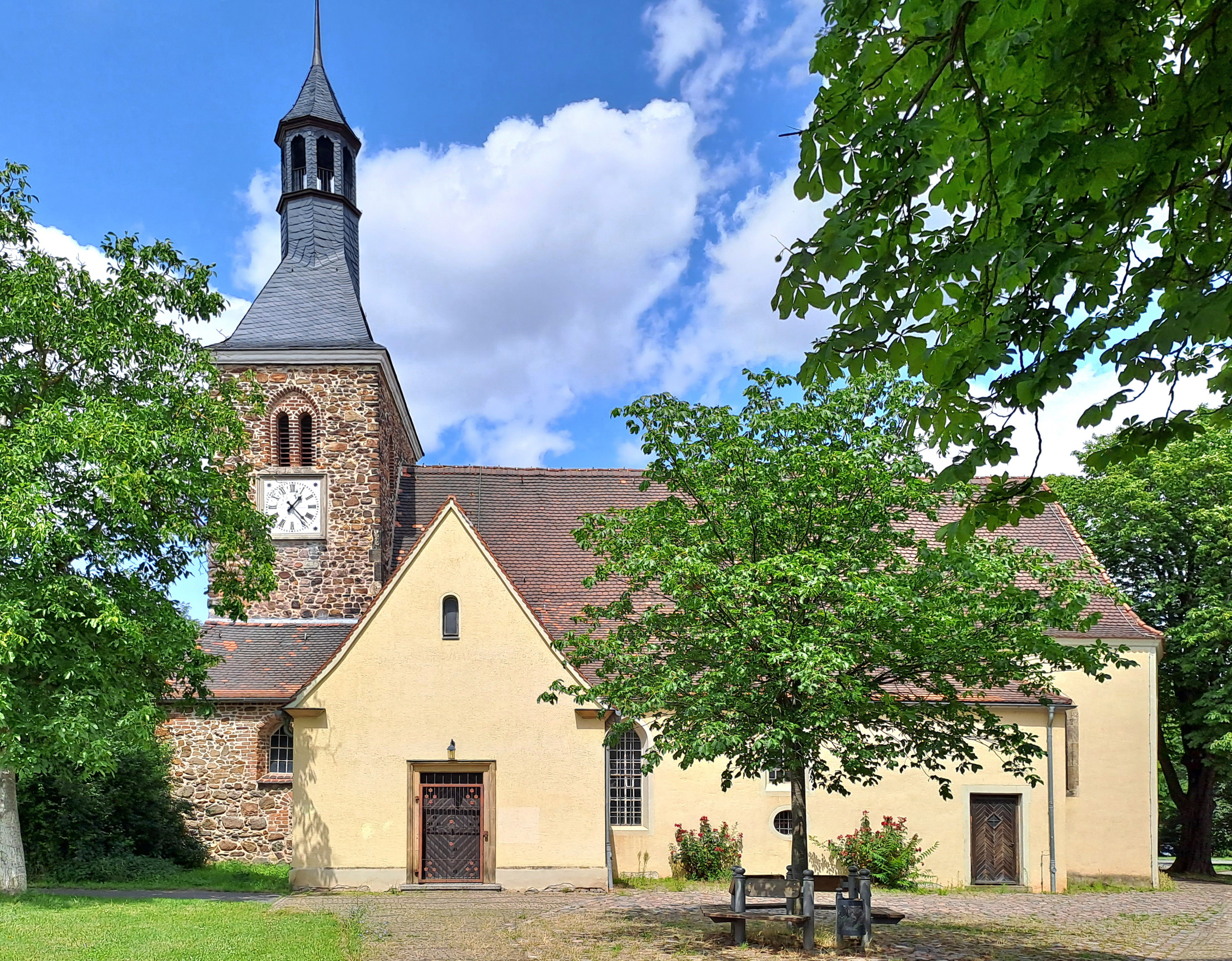
Kirche

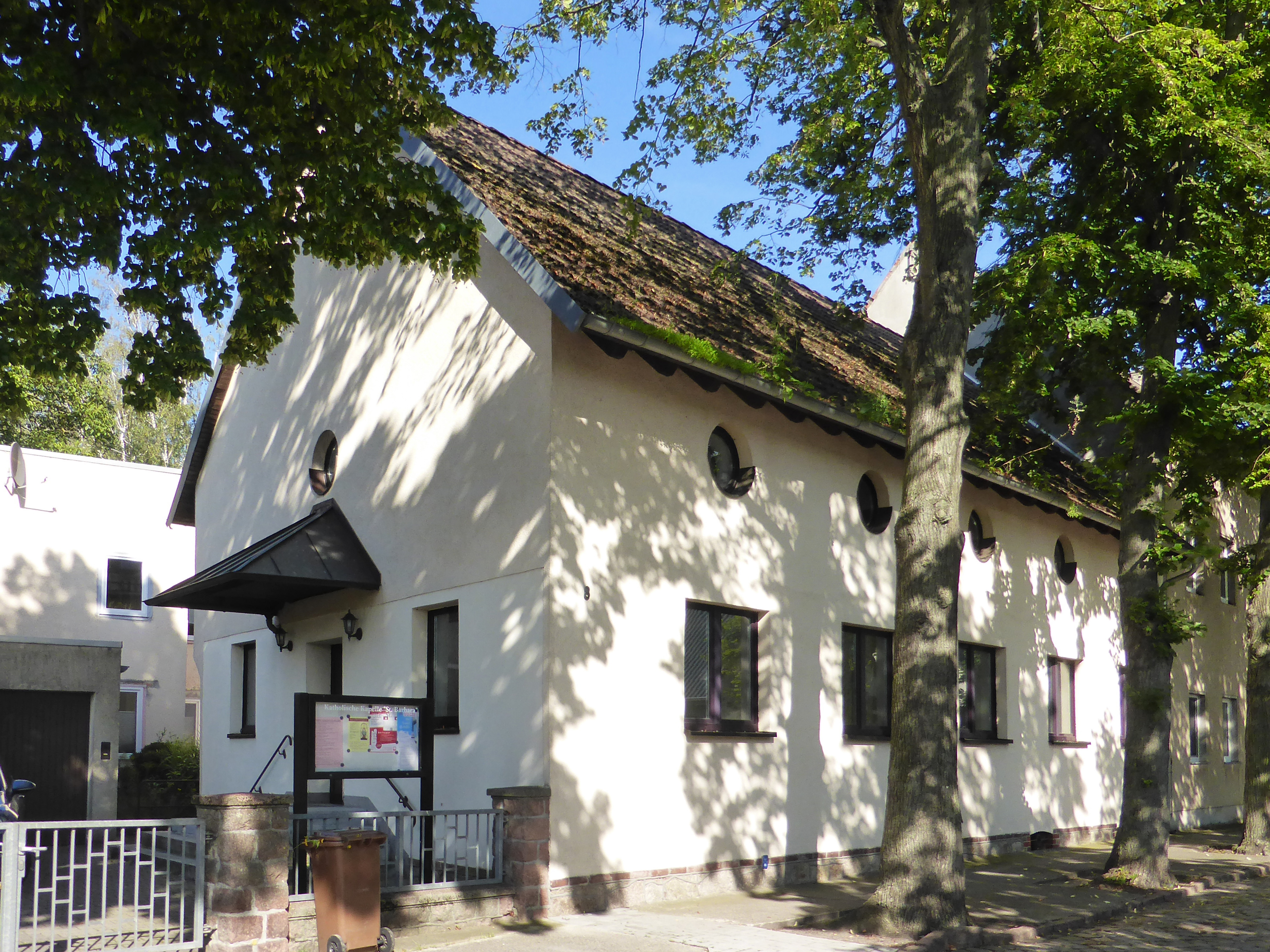
St.-Barbara-Kapelle

### Evangelisch-lutherische Kirche
Die Kirche von Roitzsch ist seit der im 16. Jahrhundert eingeführten Reformation evangelisch-lutherisch. Sie gehört zum Pfarrbereich Sandersdorf-Brehna im Kirchenkreis Wittenberg der Evangelischen Kirche in Mitteldeutschland.

### Römisch-katholische Kapelle
Nachdem sich die Zahl der Katholiken in Roitzsch erhöht hatte, wurde ein ehemaliger Stall angemietet und zu einer Kapelle umgebaut, die 1958 eingeweiht wurde und das Patrozinium der heiligen Barbara von Nikomedien bekam. Nachdem die Kapelle vom Vermieter gekündigt worden war, begann im Frühjahr 1998 in der Bahnhofstraße mit großer Eigenleistung der Gemeindemitglieder der Umbau eines ehemaligen Kindergartens zu einer neuen Kapelle und einem Gemeinderaum. Am 4. Dezember 1998, dem Fest der heiligen Barbara, der Schutzpatronin der Kapelle, nahm Bischof Leo Nowak die Weihe der Kapelle vor. Die St.-Barbara-Kapelle war eine Außenstation der Pfarrei St. Joseph (Holzweißig), zur Errichtung einer eigenen katholischen Gemeinde kam es in Roitzsch nicht. Seit der Gemeindefusion im Bistum Magdeburg im Jahr 2010 gehört die St.-Barbara-Kapelle zur Pfarrei Heilige Familie Bitterfeld.

## Politik

### Bürgermeister
Die letzte Bürgermeisterin der selbständigen Gemeinde Roitzsch war Barbara Mosch. Davor hatte über 10 Jahre Dietmund Wolf das Amt ausgeführt. Seit der Eingemeindung zum 1. Juli 2009 in die Stadt Sandersdorf-Brehna war Frau Mosch zugleich die erste Ortsbürgermeisterin der Ortschaft Roitzsch. Frau Mosch hatte sich über viele Jahre mit der Geschichte des Ortes beschäftigt und zwei Chroniken hierzu herausgegeben. Sie verstarb unerwartet während einer Operation Anfang 2015. Der aktuelle Ortsbürgermeister ist Mario Willer.

### Wappen
Blasonierung: „Schräglinks geteilt von Gold und Blau, oben ein aufrecht schreitender, hersehender schwarzer Kater mit einer schwarzen siebenschwänzigen Peitsche in der linken Pfote, unten nach der Teilung gestellt ein goldenes Bergmannsgezähe und drei goldene Ähren.“
Die Wappensymbole gründen sich auf eine Sage um den Kobold (Kowwelt) von Roitzsch, der der Überlieferung nach als schwarzes Tier in Gestalt eines Hamsters oder Katers auf einem Gut sein Unwesen trieb. Die Bitterfelder Bildhauerin und Keramikerin Christa Rötting hat dieses Fabelwesen anlässlich der 950-Jahr-Feier von Roitzsch im Jahr 1993 künstlerisch umgesetzt und u. a. eine Medaille mit seinem Abbild geschaffen. An deren Design ist die Wappenfigur des Kobolds angelehnt. Die Ähren und das Schlägel und Eisen nehmen Bezug auf die den Ort ehemals prägenden Wirtschaftszweige Landwirtschaft und Bergbau.
Das Wappen wurde 2005 vom Kommunalheraldiker Jörg Mantzsch gestaltet.

### Persönlichkeiten
- Friedrich Ferdinand Leopold von Seydewitz (7. Juli 1872 in Roitzsch verstorben), preußischer Regierungspräsident
- Oskar von Seydewitz (* 16. Juli 1836 in Stralsund; † 17. Mai 1902 in Dresden), Rittergutsbesitzer in Roitzsch
- Hermann Schlittgen (* 23. Juni 1859 in Roitzsch), Zeichner und Karikaturist
- Wolfgang Naucke (* 8. Juni 1933 in Carlsfeld), deutscher Rechtswissenschaftler, wuchs in Roitzsch auf

## Gedenkstätten
- Kriegerdenkmal zur Erinnerung an die Einwohner aus Roitzsch, welche im Ersten Weltkrieg gefallen sind
- Grabstätten auf dem Ortsfriedhof für sieben namentlich bekannte Polen und Sowjetbürger, die während des Zweiten Weltkrieges nach Deutschland verschleppt und Opfer von Zwangsarbeit wurden
- Gedenkstein im historischen Park zur Erinnerung an den KPD-Vorsitzenden Ernst Thälmann, der 1944 im KZ Buchenwald ermordet wurde

## Wirtschaft und Infrastruktur
Früher gab es in Roitzsch eine Zuckerfabrik, die für die weiterproduzierende Industrie Rohzucker hergestellt hat.
Im Ort liegt der Bahnhof Roitzsch an der Bahnstrecke Berlin–Halle. Es verkehren wochentags im 30-Minuten-Takt, am Wochenende im 60-Minuten-Takt Züge der S-Bahn-Linie S 8 nach Halle (Saale) Hauptbahnhof und Bitterfeld. Jeweils alle 120 Minuten gibt es umsteigefreie Verbindungen nach Dessau Hauptbahnhof und Lutherstadt Wittenberg Hauptbahnhof. Die nächstgelegenen Fernbahnhöfe sind Halle (Saale) Hauptbahnhof und Bitterfeld.